# Dolmen von Sophienhof

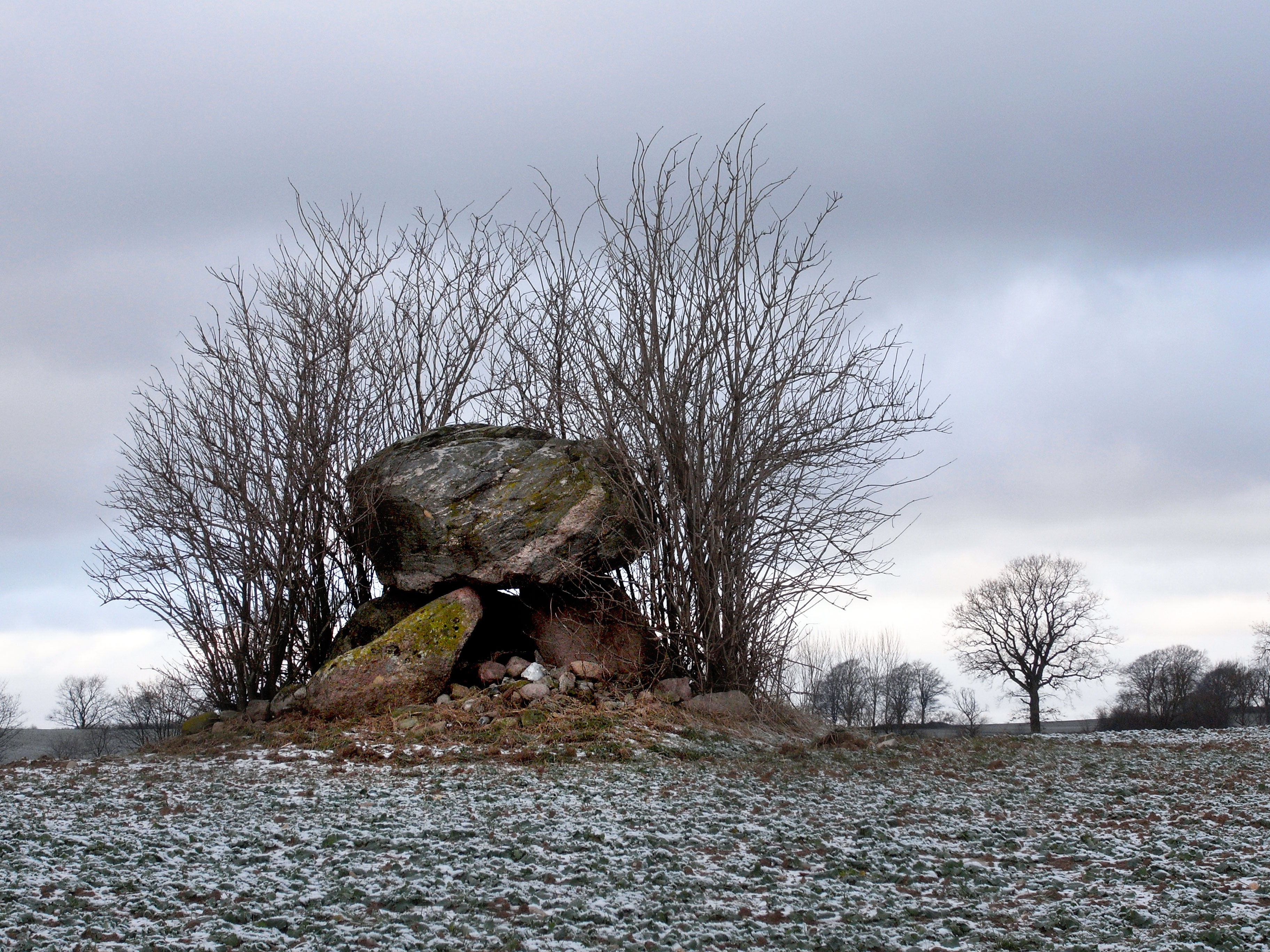
Dolmen von Sophienhof

Das Großsteingrab Dolmen von Sophienhof befindet sich etwa 1 km nordöstlich des Gutes Sophienhof, am Hang des Kronsberges. Das Gut Sophienhof gehört zur Gemeinde Waabs im Kreis Rendsburg-Eckernförde in Schleswig-Holstein. Die Megalithanlage der Trichterbecherkultur (TBK) entstand zwischen 3500 und 2800 v. Chr. Im „Atlas der Megalithgräber Deutschlands“ von Ernst Sprockhoff wird der Dolmen als „Sprockhoff 65“ geführt.

## Die Kammer
Die Steinkammer ist Nordwest-Südost orientiert und gut erhalten. Es handelt sich um einen erweiterten Dolmen dessen Langseiten aus zwei Tragsteinpaaren bestehen. Das südöstliche Paar hat sich stark nach innen geneigt. Am nordwestlichen Ende befindet sich ein einzelner Abschlussstein, gegenüber fehlt der Eintrittstein. Die Kammer ist mit einem Deckstein bedeckt, seine Maße betragen 3,2 m × 1,7 m × 1,2 m. Auf dem Deckstein befinden sich einige kaum sichtbare Schälchen.